# Macintosh 512Ke
Il Macintosh 512K enhanced, o Macintosh 512Ke, è un personal computer prodotto da Apple, presentato nell'aprile del 1986 come evoluzione del Macintosh 512K e come versione leggermente meno costosa dei modelli di fascia alta Macintosh Plus. È dotato delle stesse caratteristiche del Plus, da cui si differenzia per l'assenza della porta SCSI e per la ridotta memoria, che è di soli 512 KB. La RAM, inoltre, non è inserita sotto forma di modulo SIMM ma è saldata direttamente su scheda. Non esiste uno slot per aumentare la memoria, anche se alcune ditte hanno realizzato nel tempo dei kit per espanderla e portarla fino a 2 MB. È stato il primo modello di Macintosh capace di far girare System 6.

## Modelli
Per i primi modelli fu adottato un contenitore plastico di colore beige simile a quello dei suoi predecessori ma, dal 1987, fu messo in commercio con un nuovo contenitore di colore platino, tinta adottata per tutta la nuova linea Macintosh, dotato dello stesso pannello frontale del Plus: il pannello posteriore restava, invece, invariato. Alla fine dell'anno il 512Ke fu rinominato Macintosh ED (M0001D e poi M0001ED) ed offerto come prodotto di fascia bassa per la didattica.
Il 512Ke era venduto con la tastiera Macintosh compatta modello M0110 ma in alternativa poteva essere acquistata la tastiera modello M0110A dotata del tastierino numerico. Al di fuori del Nord America veniva venduta una sola versione con tastiera estesa, denominata Macintosh 512K/800. La tastiera estesa fu poi inclusa anche in tutti i modelli venduti nel continente nordamericano.
Nonostante il computer includesse la stessa ROM da 128 KB e la stessa unità dischi da 800 KB del Macintosh Plus, il 512Ke adottava gli stessi connettori del Macintosh originale: per questo motivo al 512Ke poteva essere collegato solo il disco rigido Hard Disk 20, anche se nella ROM era presente il software per poter gestire le nuove e più veloci unità SCSI. A chi voleva adottare un'unità di questo genere, Apple forniva le indicazioni su come aggiungere una porta SCSI alla macchina.

## Aggiornamenti ufficiali
Un Macintosh 512K poteva essere aggiornato al modello 512Ke acquistando ed installando l'Apple Macintosh Plus Disk Drive Kit per 299 dollari, che offriva i seguenti componenti:
- l'unità per floppy disk DSDD (a doppio lato/doppia densità) da 800 KB per sostituire l'unità integrata, che leggeva solo i dischi da 400 KB;
- i chip della nuova memoria da 128 KB per sostituire i 64 KB di ROM del modello originale;
- il disco "Macintosh Plus System Tools" con il software per aggiornare il sistema;
- una guida d'installazione.

## Aggiornamenti software
Nel mese di giugno del 1986 il 512Ke fu messo in vendita con il sistema operativo System 3.2. Dopo che fu tolto dal commercio, Apple suggerì l'uso del System 4.1 come versione minima del proprio sistema per il 512Ke. Il System 6.0.8 è la versione più recente del sistema operativo che può girare sul computer.